# Daira
La dāʾira (in arabo دائرة‎?) è un'unità amministrativa territoriale utilizzata in Algeria e nei territori controllati dalla Repubblica Democratica Araba dei Sahraui. L'unità amministrativa superiore è la wilāya e quella inferiore il barrio.

## Le zone autonome saharawi di Tindouf
I saharawi nella zona di Tindouf sono distribuiti in quattro accampamenti denominati wilāya: (Laayoune, Smara, Auserd e Dakhla). Ogni wilāya è suddivisa in sei o sette (la wilāya di Dakhla) dāʾira, prevalentemente costruite in tende (khayma, in arabo خيمة‎?). Le Unità amministrative prendono il nome dalle città del territorio occupato dal Marocco. Le scuole, gli ospedali, i centri di formazione e culturali degli accampamenti sono costruzioni più solide.
Le dāʾira sono suddivise fra le quattro wilāyāt:
- Laayoune: Hagunia, Amgala, Daora, Bou Craa, Edchera e Guelta Zemmur.
- Smara: Hauza, Ejdairia, Farsia, Mahbes, Bir-Lehlu e Tifariti.
- Auserd: Aguenit, Zug, Mijec, Bir Ganduz, Guera e Tichla.
- Dakhla: Jraifia, Argub, Umdreiga, Bojador, Glaibat el Fula, Ain Beida e Bir Enzaran.

Molte di queste dāʾira sono gemellate con città spagnole ed italiane.